# 怀乡镇
怀乡镇，是中华人民共和国广东省茂名市信宜市下辖的一个乡镇级行政单位。

## 行政区划
怀乡镇下辖以下地区：
大庆村、狮山村、扶德村、德胜村、大威村、含沙村、金盈村、富多村、横冲村、旺和村、中垌村、怀新村、云罗村、永隆村、云龙村、平梅村、怀乡村、大仁村、中堂村、平花村、坡头村、罗马村、木辂村和大谢村。